# Teresa Parodi

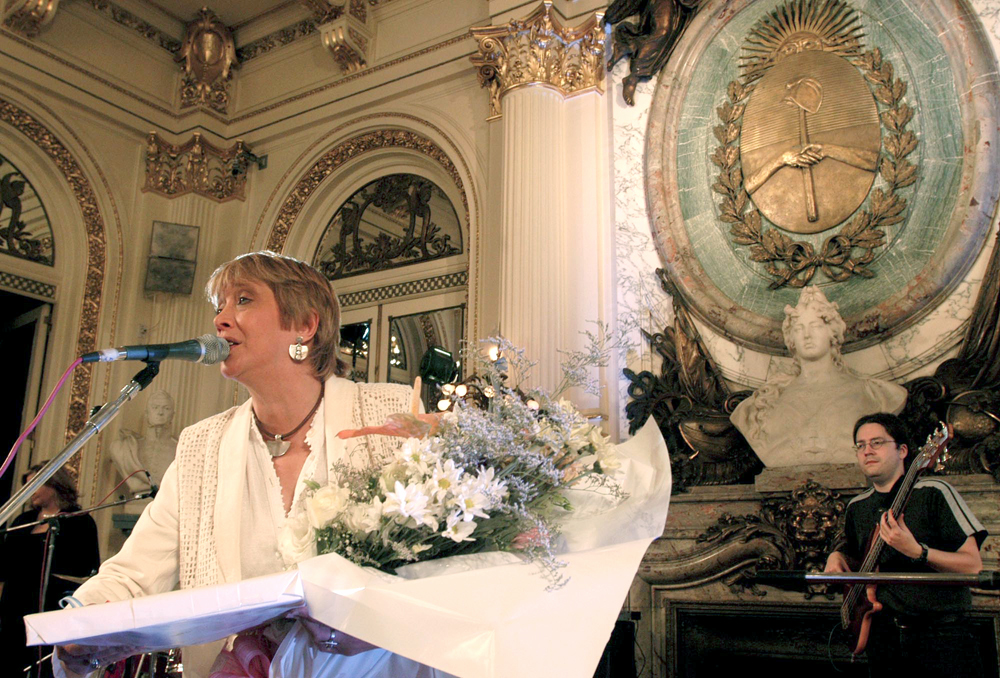
Teresa Parodi en el Salón Blanco de la Casa Rosada (2004).

Teresa Adelina Sellarés, más conocida como Teresa Parodi (Corrientes, 30 de diciembre de 1947), es una  cantautora argentina de folklore. Fue la primera ministra de Cultura de Argentina, ocupando ese cargo desde mayo de 2014 hasta el final de la presidencia de Cristina Fernández de Kirchner en diciembre de 2015. Es también una de las voces folclóricas más representativas de la Argentina en las últimas décadas, ganadora en 1999 del Camín de Oro a la trayectoria, en el Festival Nacional de Folclore de Cosquín.Además, desde el 10 de diciembre de 2023 se desempeña como Parlamentaria del Mercosur por Unión por la Patria, siendo elegida en las elecciones generales de octubre de ese año, con el 36,38% de los votos.

## Historia
A los 9 años de edad comienza a tomar clases de canto y guitarra. Luego de presentarse en varios escenarios, en 1979 ―a los 31 años― integraría el quinteto del maestro Astor Piazzolla como cantante invitada, realizando varias giras por el interior de Argentina. Su marido es primo del humorista Jorge Corona por lo cual mantienen una relación familiar en buenos términos. 
Con el auspicio del gobierno correntino grabó su álbum seminal Teresa Parodi desde Corrientes en 1980. Tres años después editó Canto a los hombres del pan duro musicalizando poesías de importantes autores como Jorge Calvetti, Manuel J. Castilla, Jorge Luis Borges, Leopoldo Marechal, Francisco Madariaga, entre otros. En 1984 participó por primera vez del Festival Nacional del Folclore, de Cosquín. Al año siguiente se presentó en el estadio Luna Park junto a Pablo Milanés y Sara González. Este concierto fue registrado en VHS por la empresa Acuario Video Film siendo el primer video de música popular argentina difundido en el mercado del país. 
En 1988 grabó junto al cantante Antonio Tarragó Ros el disco Letra y música y comenzó un tour por Estados Unidos. Un año después visitó Europa y dio conciertos en Madrid, París y Bruselas. Cuando regresó a su país editó Otras cosas. Ese mismo año es artista invitada al Festival OTI de la Canción Iberoamericana, emitido por ATC desde el Teatro Cervantes a 21 países vía satélite. En septiembre de 1993 grabó en vivo junto a Ramona Galarza Correntinas. Dos años después lanzaron Correntinas II. En 1995 recibió el Premio Konex de Platino al mejor autor/compositor de la década. 
En el año 2000 fue invitada por Mercedes Sosa para participar de una gira por Israel junto a Víctor Heredia, León Gieco, Julia Zenko y Alejandro Lerner. El 7 de julio de 2006 Teresa Parodi fue declarada ciudadana ilustre de la Ciudad de Buenos Aires por su trayectoria nacional e internacional como folclorista.
El 25 de agosto de 2011 la cantautora correntina fue distinguida con el premio Nacional de las Artes 2011 por su canción «Aún caminan conmigo», perteneciente a su disco Autobiografía grabado en el 2007 con la Orquesta Nacional de Música Argentina Juan de Dios Filiberto, dirigida por Popi Spatocco (pianista de Mercedes Sosa).
Fue nombrada el 7 de mayo de 2014 como Ministra de Cultura de la Nación, hasta ese momento se desempeñaba como Directora del espacio perteneciente a la Asociación Madres de Plaza de Mayo Ecunhi Espacio Cultural Nuestros Hijos (ex Escuela de Mecánica de la Armada).

## Filmografía
- La bailanta (1995)

## Discografía
- 1981: Desde Corrientes , LP
- 1983: Canto a los hombres del pan duro, LP
- 1985: El purajheí de Teresa Parodi, LP
- 1986: Mba-e pa reicó, chamigo!, LP
- 1987: Teresa, LP
- 1988: Letra y música, LP
- 1988: El otro país, LP
- 1989: Otras cosas, LP
- 1990: Ya está la taba en el aire, LP
- 1991: De amores, sombras y transparencias, LP
- 1991: 11 de Latijns Amerika Festival, LP
- 1992: Pasiones, LP
- 1993: Correntinas, LP
- 1994: Con el alma en vilo, LP
- 1995: Correntinas II, LP
- 1996: Parte de mí, LP
- 1997: Como dicho al pasar, LP
- 1998: Señales de vida, LP
- 2001: El canto que no cesa, LP
- 2003: Soy feliz, LP
- 2005: Pequeñas revoluciones, LP
- 2007: Autobiografía, LP
- 2009: Corazón de pájaro.
- 2011: Otro cantar.
- 2014: 30 años + 5 días. CD + DVD.
- 2014: 30 años + 5 días.
- 2017: Todo lo que tengo.
- 2021: Después de Todo.

## Premios y distinciones
| Premios Grammy Latinos | Premios Grammy Latinos  | Premios Grammy Latinos | Premios Grammy Latinos |
| Año                    | Categoría               | Trabajo Nominado       | Resultado              |
| ---------------------- | ----------------------- | ---------------------- | ---------------------- |
| 2015                   | Mejor Álbum de Folklore | 30 años + 5 días       | Nominada               |

| Premios Carlos Gardel | Premios Carlos Gardel                              | Premios Carlos Gardel | Premios Carlos Gardel |
| Año                   | Categoría                                          | Trabajo Nominado      | Resultado             |
| --------------------- | -------------------------------------------------- | --------------------- | --------------------- |
| 2004                  | Mejor álbum artista femenina de folklore           | Soy feliz             | Ganadora              |
| 2008                  | Mejor álbum artista femenina de folklore           | Autobiografía         | Nominada              |
| 2010                  | Mejor Álbum Artista Canción Testimonial y de Autor | Corazón de pájaro     | Nominada              |
| 2012                  | Mejor álbum artista femenina de folklore           | Otro cantar           | Nominada              |
| 2015                  | Mejor álbum artista femenina de folklore           | 30 años + 5 días      | Nominada              |

| Premios Konex | Premios Konex                                            | Premios Konex | Premios Konex |
| Año           | Categoría                                                | Resultado     |               |
| ------------- | -------------------------------------------------------- | ------------- | ------------- |
| 1995          | Diploma al Mérito - Autor / Compositor de Folklore       | Ganadora      |               |
| 1995          | Premio Konex de Platino - Autor / Compositor de Folklore | Ganadora      |               |
| 2005          | Diploma al Mérito - Autor / Compositor de Folklore       | Ganadora      |               |
| 2015          | Diploma al Mérito - Autor / Compositor de Folklore       | Ganadora      |               |

- 1984: Premio Consagración, Festival Nacional de Folclore de Cosquín.
- 1994: Mejor disco del año en categoría cantantes femeninas por Con el alma en vilo, Asociación de Cronistas del Espectáculo (ACE).
- 1996: Premio Estrella de Mar, Mar del Plata.
- 1999: Camín de Oro a la trayectoria, Festival Nacional de Folclore de Cosquín.
- 1999: Premios Bamba, mejor actuación y canción destacada por Que no nos toque los viejos, Villa Carlos Paz.
- 1999: Premio del Fondo Nacional de las Artes.
- 2001: Premio El Ñandú, Festival Folclórico en la Patagonia (Chile).
- 2006: Ciudadana Ilustre de la Ciudad de Buenos Aires.
- 2011: Premio Nacional de las artes 2011 por su canción Aún caminan conmigo.